# Mia Schem
 (juin 2024).
La mise en forme du texte ne suit pas les recommandations de Wikipédia : il faut le « wikifier ».
Les points d'amélioration suivants sont les cas les plus fréquents. Le détail des points à revoir est peut-être précisé sur la page de discussion.
- Les titres sont pré-formatés par le logiciel. Ils ne sont ni en capitales, ni en gras.
- Le texte ne doit pas être écrit en capitales (les noms de famille non plus), ni en gras, ni en italique, ni en « petit »…
- Le gras n'est utilisé que pour surligner le titre de l'article dans l'introduction, une seule fois.
- L'italique est rarement utilisé : mots en langue étrangère, titres d'œuvres, noms de bateaux, etc.
- Les citations ne sont pas en italique mais en corps de texte normal. Elles sont entourées par des guillemets français : « et ».
- Les listes à puces sont à éviter, des paragraphes rédigés étant largement préférés. Les tableaux sont à réserver à la présentation de données structurées (résultats, etc.).
- Les appels de note de bas de page (petits chiffres en exposant, introduits par l'outil «  Source ») sont à placer entre la fin de phrase et le point final[comme ça].
- Les liens internes (vers d'autres articles de Wikipédia) sont à choisir avec parcimonie. Créez des liens vers des articles approfondissant le sujet. Les termes génériques sans rapport avec le sujet sont à éviter, ainsi que les répétitions de liens vers un même terme.
- Les liens externes sont à placer uniquement dans une section « Liens externes », à la fin de l'article. Ces liens sont à choisir avec parcimonie suivant les règles définies. Si un lien sert de source à l'article, son insertion dans le texte est à faire par les notes de bas de page.
- La présentation des références doit suivre les conventions bibliographiques. Il est recommandé d'utiliser les modèles {{Ouvrage}}, {{Chapitre}}, {{Article}}, {{Lien web}} et/ou {{Bibliographie}}. Le mode d'édition visuel peut mettre en forme automatiquement les références.
- Insérer une infobox (cadre d'informations à droite) n'est pas obligatoire pour parachever la mise en page.

Pour une aide détaillée, merci de consulter Aide:Wikification.
Si vous pensez que ces points ont été résolus, vous pouvez retirer ce bandeau et améliorer la mise en forme d'un autre article.
Mia Schem, née le 29 avril 2002, est une citoyenne israélo-française qui a été kidnappée par le Hamas lors du massacre du festival Nova, près de Réïm, durant l'attaque contre Israël du 7 octobre 2023. Les vidéos de sa captivité et de sa libération, le 30 novembre 2023, ont été republiées dans les médias internationaux, et son histoire a été diffusée dans le monde entier.

## Biographie
Fille de Keren et de David Schem, Mia est la deuxième enfant d'un fratrie de quatre frères et sœurs. Elle est née et a grandi à Shoham, là où elle a fait ses études. À la fin de son service militaire, elle a commencé à travailler dans un salon de tatouage afin de devenir tatoueuse,.

### 7 octobre
Le 7 octobre 2023, des terroristes du Hamas ont attaqué le festival de musique Nova, près kibboutz Réïm, dans le cadre d'une attaque surprise contre Israël. Lors du massacre, 364 civils ont été assassinés et quarante ont été emmenés en otages dans la bande de Gaza,.
Elle a assisté au festival avec son meilleur ami, Elia Toledano, âgé de 28 ans. Vers 6h30 du matin, lorsque des sirènes ont commencé à retentir, Schem et Toledano ont commencé à se diriger en voiture vers leur domicile. Près de 25 minutes plus tard, deux fourgons avec des terroristes armés les attendaient. Les terroristes ont tiré sur les vitres du véhicule et l'un d'eux a tiré une balle dans la main de Schem.

« Ils ont tiré sur nos fenêtres. L'un des terroristes m'a regardé et m'a tiré une balle dans la main à très courte distance. J'ai crié 'Je n'ai plus de main !' J'ai récité le Chema Israël, je ne voulais pas mourir. »

Après cela, l'un des terroristes a commencé à lui toucher le haut du corps, puis l'a conduite vers la bande de Gaza pendant qu'elle tenait sa main blessée.

« De nulle part, une voiture est arrivée avec quatre terroristes. L'un d'eux m'a tiré par les cheveux, m'a mise dans la voiture, m'a baissé la tête et nous sommes allés à Gaza. »

En décembre 2023, le corps de Toledano a été découvert et ramené en Israël par les forces de la 551e brigade et de l'unité 504 de l'Aman, dans le cadre d'une opération spéciale,.

### Captivité
En arrivant à Gaza, ils l'ont placée dans une arrière-salle d'un hôpital. Elle a été opérée à la main par un vétérinaire à l'aide d'un morceau de plastique et pendant trois jours, elle est restée sans anesthésies ni antidouleurs. Le lendemain de l'opération, elle a été contrainte de se filmer pour une vidéo de propagande du Hamas et de vanter leurs conditions en captivité. On lui a ensuite ordonné de porter un hidjab et elle a été transférée dans une pièce fermée où vivaient la femme et les enfants du terroriste. Les enfants avaient pris l'habitude de régulièrement se moquer d'elle.

« Sa femme venait tous les quelques jours, parlait avec lui, lui apportait à manger, du café, du thé... Et pour moi, rien. Il y avait des jours où elle ne me laissait pas manger du tout. »

Le Hamas a diffusé sa vidéo le 16 octobre 2023, neuf jours après l'enlèvement. Dans la vidéo, elle dit avoir été blessée et supplie qu'on la rende à sa famille.

« Je demande simplement à ce qu'on me ramène à la maison le plus rapidement possible, auprès de ma famille. S'il vous plaît, sortez-nous d'ici le plus vite possible. S'il vous plaît. »

En plus de cela, elle a été contrainte de saluer les conditions de captivité et de remercier les terroristes.

« Il y avait de bonnes et gentilles personnes et de la bonne nourriture. »

Le gouvernement français a condamné la vidéo et a invité la mère de Schem, Keren, à tenir une conférence de presse à Tel Aviv afin de réclamer sa libération immédiate.
Elle a un peu plus tard été transférée de maison en maison, en ambulance, dans Gaza. Quelques jours avant sa libération, elle a été emmenée dans des tunnels du Hamas, à une profondeur d'environ 60 mètres, où elle a rencontré d'autres otages israéliens pour la première fois durant sa captivité,.

### Libération
Mia Schem faisait partie des 105 otages libérés après 54 jours de captivité, le 30 novembre 2023, durant le cessez-le-feu temporaire. Le président français, Emmanuel Macron, a qualifié sa libération de « grande joie ». Le Forum des Familles des Otages et des personnes portées Disparues a salué son "esprit combatif",.
Quelques semaines plus tard, elle a été interviewée par Canal 12 et chaîne 13 ; ces interviews ont été diffusées le 29 décembre 2023. Elle a décrit les dures conditions de sa captivité, en plus des autres témoignages des ex-otages. Ils ont eux aussi parlé des mauvais traitements et des conditions difficiles de leur captivité. Elle a déclaré :

« J'ai vécu une Shoah. Tout le monde là-bas est un terroriste, il n’y a pas un seul citoyen innocent là-bas. »

Après sa libération, elle a développé de l'épilepsie, en raison de son traumatisme et du manque de sommeil pendant sa captivité.
Son histoire est republiée par les chaînes d'information du monde entier, notamment la BBC, la CNN, The New York Times, Fox News et bien d'autres encore. Son compte Instagram a atteint plus de 250 000 abonnés en peu de temps.
Le 1er mai 2025, Mia Schem a révélé publiquement qu'elle avait été violée par un entraîneur personnel israélien après sa libération du Hamas.